# WebwinkelKeur
WebwinkelKeur is een keurmerk voor webwinkels in Nederland en België. De organisatie erachter biedt een combinatie van een keurmerk met een geautomatiseerd reviewsysteem. Aangesloten webwinkels worden periodiek gecontroleerd op naleving van relevante wet- en regelgeving en op klanttevredenheid.
De organisatie is internationaal actief onder de naam ValuedShops.

## Geschiedenis
WebwinkelKeur werd opgericht in 2010. Het heeft een hoofdvestiging in Enschede. Tussen 2024 en 2017 werden enkele andere websites overgenomen: Friendlyshops, Keurmerk Veilig Winkelen, Klantenscores.nl en EuroSafeShop. In 2025 waren er naar eigen zeggen meer dan 9.800 webwinkels aangesloten bij WebwinkelKeur.

## Logo
Het logo van WebwinkelKeur bestaat uit een vinkje en een praatwolkje, symboliserend respectievelijk de interne controle en de klantbeoordelingen.

## Certificering en geschillencommissie
WebwinkelKeur toetst aangesloten webwinkels op naleving van wettelijke eisen, klantenservice en veiligheid van de website. Bij toetreding wordt gecontroleerd of de algemene voorwaarden voldoen aan consumentenwetgeving. Klachten van consumenten kunnen worden voorgelegd aan de onafhankelijke Geschillencommissie DigiDispuut.

## Internationale activiteiten
WebwinkelKeur is internationaal actief via ValuedShops en biedt softwareoplossingen aan onder meer het Belgische keurmerk BeCommerce en het Duitse EHI.

## Kritiek
WebwinkelKeur biedt geen financieel garantiefonds in geval van faillissement van een aangesloten webwinkel. Ook wordt gewezen op het feit dat het keurmerk gebruikmaakt van DigiDispuut in plaats van de door de Consumentenbond gesteunde geschillencommissie.